# Henri Vigreux
Pour les articles homonymes, voir Vigreux.
Henri Narcisse Vigreux, né le 16 décembre 1869 à Parly (Yonne) et mort le 25 octobre 1951 dans la même commune, est un souffleur de verre français, qui a notamment donné son nom à la colonne de Vigreux. Il était Professeur de soufflage du verre à l'École municipale de physique et de chimie industrielles (aujourd'hui ESPCI Paris).

## Biographie
Henri Vigreux commence comme laborantin à la Sorbonne et gravit de façon remarquable les échelons pour devenir chef de la verrerie. Fait inhabituel pour un verrier, Vigreux contribue régulièrement à la littérature de la chimie. En 1904, il décrit un réfrigérant révolutionnaire composé d'un tube d'eau à double enveloppe. La conception du réfrigérant présente un grand intérêt pour la distillation fractionnée : la structure est faite pour augmenter considérablement la surface de refroidissement qui est en contact avec la vapeur, afin que tout liquide condensé redescende au chauffage à reflux. Il laissera son nom à cet appareillage: la colonne de Vigreux.

Colonne de Vigreux

Henri Vigreux était très fier de son invention, et la défendait contre tous ses concurrents. Quand un document de 1913 décrit un appareil de distillation lourd et mesurant trois mètres de long, Henri Vigreux critique l'auteur en prouvant que la performance de sa colonne était supérieure, malgré le fait qu'elle mesurait seulement un quart de la longueur de l'autre colonne. À partir de 1918, il publie une série de livres décrivant ses instruments : Le soufflage du verre dans les laboratoires scientifiques et industriels,.
La renommée de Vigreux grandit, de telle sorte qu'en 1924 il fait partie des « Meilleurs Ouvriers de France », récompense donnée aux plus grands artisans français. En 1925, il est fait Chevalier de la Légion d'honneur.
Peu de temps après sa dernière publication en 1938, il prend sa retraite à son village natal de Parly, où il décède le 25 octobre 1951.

## Distinctions
- Chevalier de la Légion d'honneur (1925)